# Galaxias anomalus
Galaxias anomalus är en fiskart som beskrevs av Stokell, 1959. Galaxias anomalus ingår i släktet Galaxias och familjen Galaxiidae. Inga underarter finns listade i Catalogue of Life.